# 然·别列纽克
然·文萨诺维奇·别列纽克（羅馬化：Zhan Vensanovych Beleniuk；1991年1月24日—），乌克兰希腊罗马摔跤手和政治家。2020年奥运会冠军、2016年奥运会银牌得主、两届世界冠军、三届欧洲冠军。2019年明斯克欧洲运动会冠军。乌克兰荣誉体育大师。自2019年起担任第九届乌克兰最高拉达人民代表。人民公仆党议会派系成员。

## 生平
1991年出生于基辅。他的父亲是卢旺达公民姓恩达吉日玛纳（法語：Ndagijimana），后来（1994年）在祖国内战期间的军事政变中丧生。他由乌克兰母亲姓别列纽克（烏克蘭語：Беленюк）抚养长大。 2000年，他开始练习摔跤。
自2019年8月29日起是人民公仆党第九届大会乌克兰最高拉达人民代表。在拉达，他是青年和体育委员会的第一副主席，也是与日本、大不列颠及北爱尔兰联合王国和美利坚合众国议会间关系小组的成员。